# Gladstone Pereira della Valentina
Gladstone Pereira della Valentina, noto semplicemente come Gladstone (Vila Velha, 29 gennaio 1985), è un allenatore di calcio ed ex calciatore brasiliano, di ruolo centrocampista, tecnico del Caldense.

## Carriera

### Club
Dal 2002 al 2005 milita nel Cruzeiro di Belo Horizonte, nel Campeonato Brasileiro, totalizzando 14 presenze e vincendo il titolo e la Coppa del Brasile nel 2003. Nell'estate del 2005 la Juventus lo ottiene in prestito, inserendolo nella rosa della prima squadra. Gioca pochi minuti in Coppa Italia il 10 gennaio 2006 contro la Fiorentina, poi viene girato, sempre in prestito, all'Hellas Verona in Serie B, dove realizza anche il suo primo ed unico goal in Italia. Al termine della prima stagione in Italia la Juventus non lo riscatta a causa dei problemi legati a Calciopoli e ritorna in patria nelle file del Cruzeiro, firmando un contratto triennale. Nei campionati brasiliani del 2006 e del 2007 gioca 20 partite, realizzando tre reti e si guadagna la prima convocazione nella Selezione verdeoro.
Nel settembre del 2007 ritorna in Europa, in prestito ai portoghesi dello Sporting Lisbona, con cui disputa solo 13 gare, realizzando una rete, ma vince Coppa e Supercoppa di Portogallo.
Al termine del campionato portoghese ritorna in patria e viene ceduto, ancora in prestito, al Palmeiras. Nel gennaio del 2009 passa al Clube Náutico Capibaribe, sempre con la formula temporanea.
Nel gennaio 2010 passa poi ai rumeni del FC Vaslui.
Firma un contratto per 3 anni e sei mesi con il club accompagnato dall'agente Cantelli Giorgio

### Nazionale
Conta due convocazioni nella Seleção: la prima il 15 novembre 2006 contro la Svizzera e la seconda un anno dopo, il 6 settembre 2007, quando viene convocato dal c.t. Dunga per le gare contro Messico e USA, seppur mai scendendo in campo.

## Palmarès

### Giocatore
- Campionato brasiliano: 1

Cruzeiro: 2003
- Coppa del Brasile: 1

Cruzeiro: 2003
- Campionato Mineiro: 2

Cruzeiro: 2003, 2006
- Coppa del Portogallo: 1

Sporting Lisbona: 2007-2008
- Supercoppa di Portogallo: 1

Sporting Lisbona: 2008
- Campionato paulista: 1

Palmeiras: 2008
- Campionato Alagoano: 1

CRB: 2013
- Campionato Paraibano: 2

Botafogo da Paraíba: 2018